# لوكنغ غلاس ستوديوز
لوكنغ غلاس ستوديوز (بالإنجليزية: Looking Glass Studios)‏، هي شركة أمريكية سابقة أسست سنة 1990، كانت تهتم  بإنتاج وتطوير ونشر ألعاب الفيديو، وكانت تقع في كامبريدج، ماساتشوتستس، حلت سنة 2000.

## المواقع الخارجية
- Looking Glass Studios profile from MobyGames
- An illustrated history of Looking Glass Studios from the-nextlevel.com
- To all the fans and supporters of LookingGlass: Final message from Looking Glass Studios website, from Archive.org